# توو والنستروم
توو والنستروم (انگلیسی: Tove Wallenstrøm; ۱۲ ژانویهٔ ۱۹۱۵ – ۵ مارس ۲۰۱۳) بازیگر اهل دانمارک بود.